# Carmen Silva (ativista)
Carmen Silva é uma urbanista, professora, líder do Movimento Sem-Teto do Centro (MSTC), ativista pelo direito à cidade e por moradia na cidade de São Paulo, política, filiada ao Partido Socialista Brasileiro (PSB).

## Biografia
Carmen da Silva Ferreira, ou simplesmente Carmen Silva, nasceu em 15 de maio de 1960 em Santo Estevão, cidade do Recôncavo Baiano. Filha de uma trabalhadora doméstica e de um militar, desde cedo demonstrou interesse pela justiça social e igualdade, influenciada por sua própria experiência de vida e pelas circunstâncias ao seu redor. 
Já mãe de 8 filhos, mudou-se para São Paulo em busca de segurança, escapando da violência doméstica. Porém, encontrou uma cidade marcada pela hostilidade e desigualdade. Nesse contexto, engajou-se no movimento de luta por moradia, tornando-se uma proeminente liderança. Como cofundadora do Movimento dos Sem-Teto do Centro (MSTC), Carmen ganhou reconhecimento nacional e internacional por sua atuação nos movimentos sociais.
Além disso, é co-fundadora da Ocupação 9 de Julho, um dos maiores quilombos urbanos em São Paulo, e da Cozinha da Ocupação 9 de Julho, um projeto que promove gastronomia e acesso a alimentos orgânicos e de agricultura familiar. 
Entre as suas bandeiras está o combate à criminalização dos movimentos sociais, uma vez que enfrentou pessoalmente a perseguição do Estado.
Carmen e sua filha Preta Ferreira foram injustamente acusadas em processos que visavam deslegitimar seu trabalho à frente da ocupação que lideram. Preta esteve por mais de cem dias encarcerada. A perseguição do movimento e a prisão de Preta e um de seus irmãos gerou grande comoção e mobilização de artistas, políticos e personalidades do mundo, como Angela Davis, filósofa e ativista negra e feminista.

## Ativismo e Engajamento Social
Ao longo de sua jornada, Carmen Silva se destacou como uma voz incansável em prol dos direitos à moradia digna. Seu ativismo começou quando chegou em São Paulo, nos anos 90, participando também de movimentos e da política partidária.  Chegou a São Paulo com grandes sonhos, mas logo se deparou com desafios como racismo, machismo e xenofobia, mesmo sendo brasileira, sentindo-se muitas vezes uma refugiada no próprio país.
Apesar das adversidades, sua jornada a levou por experiências de despejos e abrigos, até o momento em que decidiu iniciar ocupações de imóveis abandonados, compreendendo e defendendo a ideia de que aqueles que ocupam também cuidam, proporcionando lares dignos para suas famílias. Rapidamente, ela emergiu como uma líder inspiradora, capaz de mobilizar e unir pessoas em torno de uma causa comum: a moradia digna.
Além de sua atuação nos movimentos sociais, foi Conselheira Estadual e Municipal de Habitação de São Paulo  e coordenadora do Conselho Participativo da região da Sé. Além de concorrer duas vezes a cargos eletivos, em 2020 ao cargo de vereadora da cidade de São Paulo e ao de deputada estadual por São Paulo em 2022.

### Liderança no Movimento Social de Moradia
Como líder do movimento social de moradia, Carmen Silva liderou manifestações e iniciativas para garantir que todas as pessoas tivessem acesso a moradias decentes e acessíveis. Sua abordagem estratégica e sua capacidade de negociar com autoridades governamentais e outras partes interessadas foram fundamentais para o sucesso do movimento. Sob sua liderança, pessoas conseguiram garantir moradias legalizadas após muita luta, como no caso da ocupação do antigo Hotel Cambridge, que hoje é Residencial Cambridge, graças à luta e ativismo do movimento liderado por Carmen, e que garantiu moradia própria para diversas famílias no centro de São Paulo. A antiga ocupação do Hotel Cambridge foi retratada no filme “Era o Hotel Cambridge” de Eliane Caffé, que tem Carmen Silva como protagonista. Carmen também é personagem retratada na obra “A Ocupação”, de Julián Fuks.

### O Movimento Sem Teto do Centro
O Movimento Sem Teto do Centro foi fundado por Carmen Silva em 2001, em São Paulo. É formado por mais de duas mil pessoas e atua na mobilização e organização de famílias sem teto que estão na luta por moradia digna no centro da cidade de São Paulo. A atuação do movimento inclui o acolhimento de famílias sem-teto e a garantia que essas famílias terão uma moradia digna, livrando-se de condições precárias e valores de aluguel abusivos. 
O MSTC ocupa terrenos e edificações que não estão cumprindo suas funções sociais e as transforma em moradia. Além de serem lares para as famílias, as ocupações também são geridas de modo que seus moradores tenham acesso à saúde pública, cultura, lazer, formação e educação de qualidade. 
Desde sua fundação, o MSTC já beneficiou mais de 3 mil pessoas com acesso à moradia digna, em 5 ocupações no centro de São Paulo.

### Ativismo Social e Urbanismo
Carmen formou-se no Insper em Urbanismo Social e é reconhecida nacional e internacionalmente como urbanista por sua formação, experiência e conhecimento da cidade. Foi convidada a representar o Brasil nas Bienais de Arquitetura de Veneza, Chicago e São Paulo. 
Seu ativismo por moradia digna não se restringiu ao direito a um teto, mas também ao acesso à cultura, à educação de qualidade, ao fácil acesso ao trabalho e à qualidade de vida em uma metrópole como é São Paulo. Sua atuação ultrapassa a barreira da militância comum, compreendendo que as instâncias de luta são muito maiores. Tal trabalho a levou a ser notoriamente reconhecida e atualmente é professora no Núcleo de Mulheres e Territórios do Insper e na Escola da Cidade, instituições importantes no segmento de urbanismo e na contribuição em pensar uma cidade que seja justa, inclusiva e digna para seus habitantes, pautas que Carmen tanto preza.
Foi vencedora do 1° prêmio ECOA, iniciativa que nasceu para reconhecer e impulsionar as histórias e soluções de quem está na linha de frente da transformação social no Brasil. 

### Trabalho no Ministério do Desenvolvimento, Indústria e Comércio
Em 2023, Carmen foi nomeada pelo vice-presidente e ministro do desenvolvimento, indústria e comércio Geraldo Alckmin como assessora chefe de participação e diversidade do MDIC. Seu trabalho impactou positivamente trabalhadoras de pequenos comércios e a economia criativa, como o projeto de inclusão de trabalhadoras autônomas trancistas como Microempreendedores Individuais (MEI).

### Legado e Impacto
O legado de Carmen Silva transcende as conquistas tangíveis do movimento social de moradia. Sua dedicação incansável inspirou muitas pessoas a se envolverem em atividades de defesa dos direitos humanos e a lutar por justiça social em suas próprias comunidades. Seu impacto duradouro continua a ser sentido, não apenas nas políticas de habitação, mas também na consciência coletiva sobre a importância da igualdade de moradia como um direito humano fundamental.